# Liga Báltica (fútbol)
La Liga Báltica (en inglés y oficialmente Triobet Baltic League) fue un torneo internacional de fútbol en el que tomaban parte los clubes representantes de las tres repúblicas bálticas: Estonia, Letonia y Lituania. Se disputaba anualmente desde 2007. Estaba coorganizada por la Asociación Estonia de Fútbol, la Federación Letona de Fútbol y la Federación Lituana de Fútbol.

## Sistema de competición
La Liga Báltica se inspiraba en el modelo de la Royal League de Escandinavia. En el torneo participaban los cuatro primeros clasificados de la Virsliga letona, de la Meistriliiga estonia y de la A Lyga lituana. Estos doce equipos se repartían en cuatro grupos de tres (con un representante de cada país en cada grupo). clasificándose los dos primeros de grupo para los cuartos, y desde ahí hasta la final. Tras enfrentarse todos contra todos en la liguilla, los dos primeros clasificados de cada grupo pasaban a la siguiente ronda, en la que estos ocho equipos se iban enfrentando por rondas eliminatorias, a doble partido, hasta la final.

## Finales
| Temporada | Local                  | Marcador                    | Visitante              | Estadio                      | Árbitro       |
| --------- | ---------------------- | --------------------------- | ---------------------- | ---------------------------- | ------------- |
| 2009–10   | FK Sūduva              | 3 – 3 (a.e.t.) 3 – 5 (pen.) | FK Ventspils           | Estadio Sūduva, Marijampolė  | Sten Kaldma   |
| 2008      | Skonto FC              | 1 – 2                       | FBK Kaunas             | Estadio Skonto, Riga         | Hannes Kaasik |
| 2007      | FK Ventspils           | 1 – 3                       | FHK Liepājas Metalurgs | Estadio Ventspils, Ventspils | Kristo Tohver |
| 2007      | FHK Liepājas Metalurgs | 8 – 1                       | FK Ventspils           | Estadio Daugava, Liepāja     | Audrius Žuta  |

## Performances

### Por club
| Club                   | 1.º | 2.º | S | Seasons Won |
| ---------------------- | --- | --- | - | ----------- |
| FK Ventspils           | 1   | 1   | 3 | 2009–10     |
| FHK Liepājas Metalurgs | 1   | 0   | 3 | 2007        |
| FBK Kaunas             | 1   | 0   | 2 | 2008        |
| Skonto FC              | 0   | 1   | 3 |             |
| FK Sūduva              | 0   | 1   | 2 |             |
| FK Ekranas             | 0   | 0   | 3 |             |
| FC Flora               | 0   | 0   | 3 |             |
| FC Levadia             | 0   | 0   | 3 |             |
| JK Narva Trans         | 0   | 0   | 3 |             |
| Dinaburg FC            | 0   | 0   | 2 |             |
| Žalgiris Vilna         | 0   | 0   | 2 |             |
| FC TVMK Tallinn        | 0   | 0   | 2 |             |
| FK Vėtra               | 0   | 0   | 2 |             |
| FK Banga Gargždai      | 0   | 0   | 1 |             |
| FK Jūrmala             | 0   | 0   | 1 |             |
| JK Nõmme Kalju         | 0   | 0   | 1 |             |
| FK Rīga                | 0   | 0   | 1 |             |
| JK Sillamäe Kalev      | 0   | 0   | 1 |             |
| FK Šiauliai            | 0   | 0   | 1 |             |
| FK Tauras Tauragė      | 0   | 0   | 1 |             |